# Andrzej Werblan

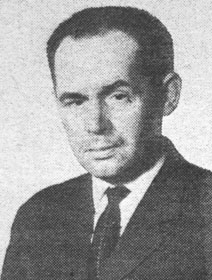
Andrzej Werblan (1980)

Andrzej Werblan (* 30. Oktober 1924 in Tarnopol, heute: Ukraine) ist ein ehemaliger Politiker der Polnischen Vereinigten Arbeiterpartei PZPR (Polska Zjednoczona Partia Robotnicza) in der Volksrepublik Polen, der unter anderem zwischen 1952 und 1956 sowie erneut von 1961 bis 1985 Mitglied des Sejm war. Er war zwischen 1971 und 1980 Mitglied des Sekretariats des Zentralkomitees der PZPR sowie gehörte 1980 dem Politbüro, dem obersten Führungsgremium der PZPR, als Mitglied an. Darüber hinaus war er von 1974 bis 1981 erster Direktor des Instituts für Grundprobleme des Marxismus-Leninismus. 

## Leben

### Zweiter Weltkrieg, Studium und Sejm-Abgeordneter
Andrzej Werblan, Sohn von Jan Werblan und dessen Ehefrau Eugenia, ging nach dem Ausbruch des Zweiten Weltkriegs nach dem Überfall auf Polen durch die deutsche Wehrmacht im September 1939 in die Sowjetunion und arbeitete dort zwischen 1940 und 1943 in einem Kolchos. 1943 trat er in die polnischen Streitkräfte in der Sowjetunion ein und leistete bis 1947 Militärdienst, in dessen Verlauf er zwischen dem 9. und 16. August 1944 unter anderem an der Schlacht von Studzianki teilnahm. Er trat im August 1946 der Polnischen Sozialistischen Partei PPS (Polska Partia Socjalistyczna) als Mitglied bei und begann nach seinem Ausscheiden aus dem Militärdienst am 20. Mai 1947 eine Tätigkeit als Angestellter in der Politik- und Propagandaabteilung der PPS und war ab dem 1. Oktober 1947 zum PPS-Komitee der Woiwodschaft Białystok abgeordnet.
Auf dem I. (Gründungs-)Parteitag der Polnischen Vereinigten Arbeiterpartei PZPR (Polska Zjednoczona Partia Robotnicza) (15. bis 22. Dezember 1948) wurde er Kandidat des Zentralkomitees ZK und behielt diese Funktion nach seiner Bestätigung auf dem II. Parteitag (10. bis 17. März 1954) bis zu einem ZK-Plenum am 28. Juli 1956. Er war zugleich zwischen 1948 und 1952 Zweiter Sekretär des Parteikomitees der Woiwodschaft Kielce. Er begann 1952 ein Studium am Institut für Forschung und Entwicklung der Kader (Instytut Kształcenia Kadr Naukowych) sowie an der Universität Warschau, an der er 1954 einen Magister der Geschichtswissenschaften erwarb. Er wurde am 20. November 1952 für die PZPR erstmals Mitglied des Sejm und vertrat dort in der ersten Legislaturperiode bis zum 20. November 1956 den Wahlkreis Nr. 26 Jędrzejów. Er war in dieser Zeit Mitglied der Ausschüsse für Verwaltung und Justiz sowie zur Prüfung von Änderungen des Wahlgesetzes. Er war zwischen dem 1. August 1954 und dem 28. März 1956 Mitarbeiter des Inspektionssekretariats des ZK der PZPR sowie im Anschluss vom 28. März bis zum 2. August 1956 erst Leiter der Propaganda- und Agitationsabteilung des ZK, ehe er zwischen dem 2. August und dem 21. November 1956 Leiter der Propaganda- und Presseabteilung des ZK war.

### ZK-Mitglied, Polnischer Oktober 1956
Werblan wurde auf einem ZK-Plenum am 28. Juli 1956 erstmals Mitglied des ZK der PZPR und gehörte diesem Führungsgremium der Partei nach seinen Bestätigungen auf dem III. Parteitag (10. bis 19. März 1959), auf dem IV. Parteitag (15. bis 20. Juni 1964), auf dem V. Parteitag (11. bis 16. November 1968), auf dem VI. Parteitag (6. bis 12. Dezember 1971), auf dem VII. Parteitag (8. bis 12. Dezember 1975) sowie auf dem VIII. Parteitag (11. bis 15. Februar 1980) bis zum IX. Parteitag (14. bis 20. Juli 1981) 25 Jahre lang an.
Während der Zeit des Polnischen Oktober 1956 gehörte Andrzej Werblan im Machtkampf innerhalb der PZPR der nach einem Komplex modernistischer Mietshäuser in der Ul. Puławska 24 und 26 in Warschau benannten „Pulawy“-Gruppe (Puławianie) unter Führung von Roman Zambrowski und Leon Kasman an, die hauptsächlich aus Intellektuellen und Aktivisten bestand, die im ersten Jahrzehnt Volkspolens aktiv waren. Die Pulawy-Fraktion stand in Opposition zur Natolin-Fraktion um Zenon Nowak, Wiktor Kłosiewicz, Hilary Chełchowski, Aleksander Zawadzki, Władysław Kruczek, Władysław Dworakowski, Kazimierz Mijal, Franciszek Mazur, Bolesław Rumiński, Franciszek Jóźwiak und Stanisław Łapot, die gegen die Liberalisierung des kommunistischen Systems war, und die nationalistische und antisemitische Parolen proklamierte, um in der PZPR an die Macht zu kommen.
Daraufhin wurde er am 21. November 1956 Leiter der Propagandaabteilung des ZK der PZPR und hatte diese Funktion bis 5. Januar 1960 inne, woraufhin er zwischen dem 5. Januar 1960 und dem 16. Februar 1963 erstmals Leiter der ZK-Abteilung für Wissenschaft und Bildung war. Am 15. Mai 1961 wurde er wieder Mitglied des Sejm, dem er in der dritten Legislaturperiode bis zum 31. März 1965 für den Wahlkreis Nr. 29 Busko Zdrój angehörte. Er war in dieser Zeit Vorsitzender des Ausschusses für Bildung und Wissenschaft sowie Mitglied des Präsidiums der PZPR-Fraktion. Er fungierte vom 1. September 1964 bis zum 16. Februar 1971 erneut als Leiter der Abteilung für Wissenschaft und Bildung des ZK der PZPR. Er wurde am 24. Juni 1965 abermals Mitglied des Sejm und vertrat in dieser vierten Legislaturperiode bis zum 29. April 1969 sowie in der darauf folgenden fünften Legislaturperiode zwischen dem 27. Juni 1969 und dem 22. Dezember 1971 den Wahlkreis Nr. 24 Gliwice. Er war zwischen 1965 und 1971 weiterhin Vorsitzender des Ausschusses für Bildung und Wissenschaft sowie Mitglied des Präsidiums der PZPR-Fraktion. Außerdem war er von 1969 bis 1971 als Wicemarszał Stellvertreter des Sejmmarschall und damit Vizepräsident des Parlaments.

### ZK-Sekretär, Direktor des Instituts für Grundprobleme des Marxismus-Leninismus und Politbüromitglied

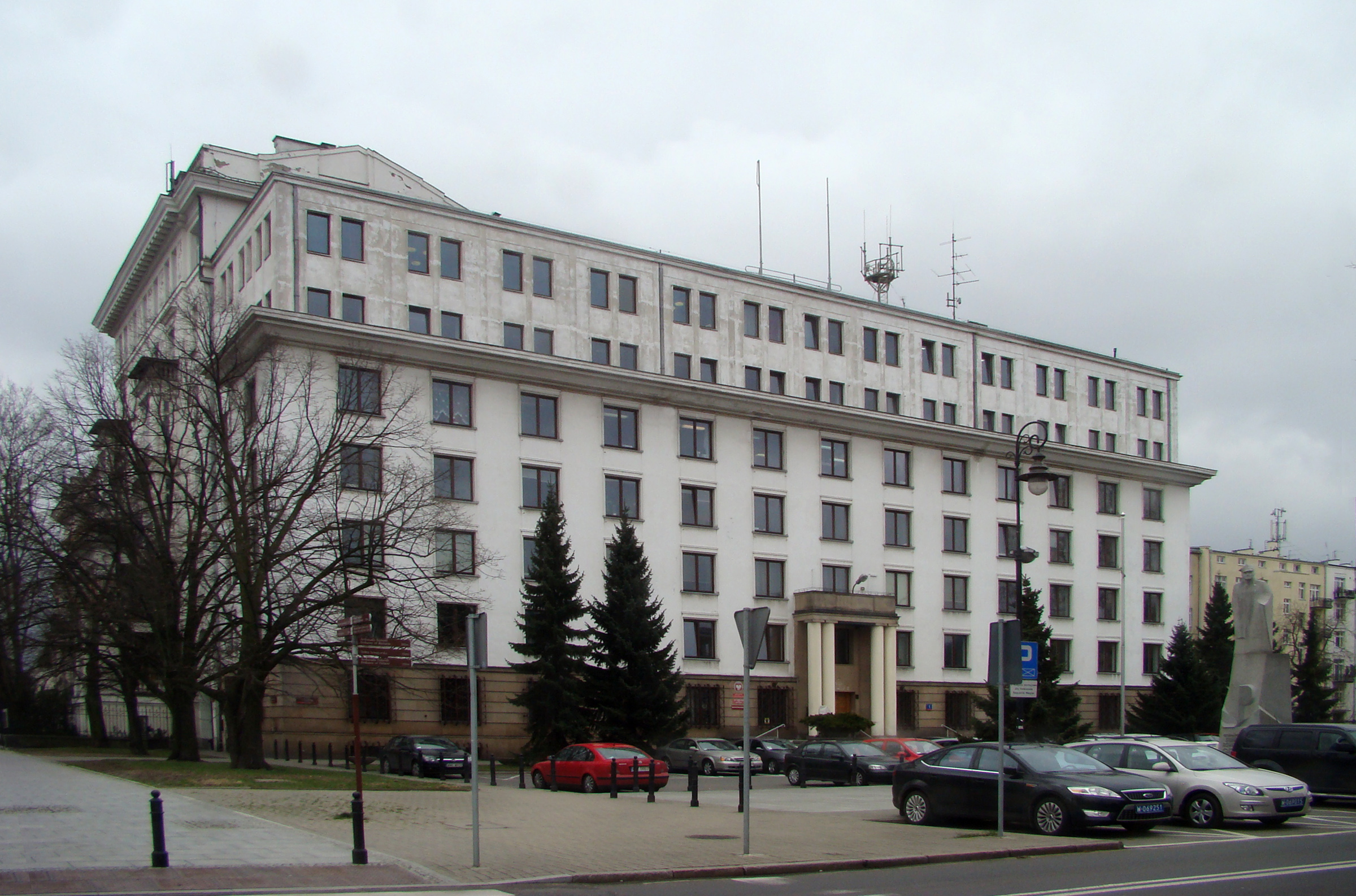
Werblan war zwischen 1974 und 1981 erster Direktor des Instituts für Grundprobleme des Marxismus-Leninismus in der ul. Chopina 1, dem heutigen Sitz eines Bezirksgerichts.

Auf dem VI. Parteitag (6. bis 12. Dezember 1971) wurde Andrzej Werblan zunächst Mitglied des Sekretariats des Zentralkomitees der PZPR und im Anschluss am 15. Februar 1974 ZK-Sekretär. Diese Funktion behielt er nach seinen Bestätigungen auf dem VII. Parteitag (8. bis 12. Dezember 1975) sowie auf dem VIII. Parteitag (11. bis 15. Februar 1980) bis zu einem ZK-Plenum am 2. Dezember 1980.
Am 28. März 1972 wurde er wieder Mitglied des Sejm und vertrat in der sechsten Legislaturperiode bis zum 10. Februar 1976 sowie in der anschließenden siebten Legislaturperiode vom 25. März 1976 bis zum 18. Februar 1980 den Wahlkreis Nr. 33 Radom beziehungsweise Nr. 54 Radom. Er war zwischen 1972 und 1980 weiterhin Vize-Sejmmarschall sowie zeitgleich Vize-Vorsitzender der PZPR-Fraktion. In der sechsten Legislaturperiode war er außerdem Mitglied des Ausschusses für Wissenschaft und technischen Fortschritt sowie zugleich des Sonderausschusses zur Vorbereitung des Gesetzentwurfs zur Änderung der Verfassung der Volksrepublik Polen. 1972 löste er ferner Marian Naszkowski als Chefredakteur von Nowe Drogi ab, einer von 1947 bis 1989 vom Parteiverlag Prasa-Książka-Ruch herausgegebenen ideologischen Monatszeitschrift des ZK der PZPR. Diese Funktion hatte er bis 1974 inne und wurde dann von Stanisław Wroński abgelöst. Am 26. Februar 1974 wurde er erster Direktor des Instituts für Grundprobleme des Marxismus-Leninismus (Instytut Podstawowych Problemów Marksizmu-Leninizmu) und übte diese Funktion bis zum 20. Mai 1981 aus, woraufhin Augustyn Wajda ihn ablöste. Er übernahm daneben 1974 eine Professur für Politikwissenschaft an der Schlesischen Universität in Katowice.
Andrzej Werblan wurde auf dem VIII. Parteitag (11. bis 15. Februar 1980) schließlich auch Mitglied des Politbüros des ZK der PZPR und gehörte auch diesem obersten Führungsgremium der Partei bis zu einem ZK-Plenum am 2. Dezember 1980 an. Er wurde am 4. Februar 1980 erneut Mitglied des Sejm und vertrat in der nunmehrigen achten Legislaturperiode bis zum 31. Juli 1985 den Wahlkreis Nr. 66 Toruń. Zugleich war er zwischen 1980 und 1985 wieder Vize-Sejmmarschall sowie zeitgleich Vize-Vorsitzender der PZPR-Fraktion. Außerdem war er noch Mitglied des Ausschusses für Wissenschaft und technischen Fortschritt, des Gesetzgebenden Betriebsausschusses sowie des Sonderausschusses zur Kontrolle der Umsetzung der Vereinbarungen mit Danzig, Stettin und Jastrzębie.
Für seine langjährigen Verdienste in der Volksrepublik Polen wurde er mehrfach ausgezeichnet und erhielt unter anderem den Orden Erbauer Volkspolens (Order Budowniczych Polski Ludowej), den Orden des Banners der Arbeit (Order Sztandaru Pracy) Erster und Zweiter Klasse, die Kommandeurswürde des Ordens Polonia Restituta sowie die drei Mal die Medaille für Verdienste auf dem Ruhmesfeld (Medal „Zasłużonym na Polu Chwały”).

## Veröffentlichungen
- O socjalistyczny kierunek działalności kulturalnej, 1958
- Szkice i polemiki, 1970
- Rewolucja naukowo-techniczna w warunkach socjalizmu. Praca zbiorowa, 1978
- Nauka, ideologia, polityka. Studia i artykuły, 1980
- W tyglu polskich przemian, 1981
- Klasowe i narodowe aspekty myśli politycznej PPR i PZPR. Studia i szkice, 1987
- Władysław Gomułka, sekretarz generalny PPR, 1988
- Stalinizm w Polsce, 2. Auflage, 1991